# Лайон, Джордж
Джордж Сеймур Лайон (англ. George Seymour Lyon; 27 июля 1858, Ричмонд-Хилл, Онтарио — 11 мая 1938, Торонто) — канадский гольфист, чемпион летних Олимпийских игр 1904.
Занимался лёгкой атлетикой (прыжок с шестом), бейсболом, регби, футболом, кёрлингом, боулингом и крикетом. В 38 лет начал заниматься гольфом. Выиграл одиночный турнир на летних Олимпийских играх 1904 в Сент-Луисе. Позже трижды выигрывал чемпионат Северной Америки и 18 раз — национальное первенство.
Лайон стал президентом Королевской канадской ассоциации гольфа в 1923 году.
Умер 11 мая 1938 года в Торонто.
Был включён в Канадский спортивный зал славы в 1955 году, и в Канадский зал славы гольфа в 1971 году.